# Cuilco
Cuilco är en kommunhuvudort i Guatemala.   Den ligger i departementet Departamento de Huehuetenango, i den västra delen av landet, 180 km nordväst om huvudstaden Guatemala City. Cuilco ligger 1 241 meter över havet och antalet invånare är 1 713.
Terrängen runt Cuilco är bergig västerut, men österut är den kuperad. Cuilco ligger nere i en dal som går i öst-västlig riktning. Runt Cuilco är det ganska tätbefolkat, med 129 invånare per kvadratkilometer. Närmaste större samhälle är La Libertad, 16,4 km nordost om Cuilco. I omgivningarna runt Cuilco växer huvudsakligen savannskog.